# Tengen Toppa Gurren Lagann
Tengen Toppa Gurren Lagann (jap. 天元突破グレンラガン Tengen Toppa Guren Ragan) – japońskie shōnen anime z gatunku mecha wyprodukowane przez studio Gainax przy współpracy z Aniplex oraz Konami. Liczy dwadzieścia siedem odcinków, które emitowane były po raz pierwszy w japońskiej stacji telewizyjnej TV Tokyo od 1 kwietnia 2007 do 30 września 2007. Reżyserem był Hiroyuki Imaishi, a scenariusz napisał Kazuki Nakashima.
Mangowa adaptacja serii była publikowana początkowo w magazynie „Dengeki Comic Gao!” od 27 kwietnia 2007, lecz od 21 kwietnia 2008 seria jest drukowana w magazynie „Dengeki Daioh”. Powstała również seria opowiadań, publikowana przez wydawnictwo Shōgakukan. W październiku 2007 wydana została gra na konsolę Nintendo DS z dołączonym specjalnym odcinkiem anime. Premiera kinowej wersji serii została zapowiedziana na 6 września 2008. Ogłoszono również produkcję drugiego filmu kinowego.

## Opis fabuły
Akcja Tengen Toppa Gurren Lagann rozgrywa się w fikcyjnej przyszłości, gdzie ludzie zostali zmuszeni do życia pod ziemią w małych izolowanych społecznościach. Te „wioski” nie mają żadnego kontaktu z powierzchnią oraz z innymi wioskami. Z powodu dużych zniszczeń powodowanych przez częste trzęsienia ziemi, wioski zmuszone są do ekspansji w głąb ziemi – osoby wyznaczone do tych zadań są zwane „kopaczami”.
Wioska Jiha jest domem Simona, czternastoletniego kopacza, osieroconego po tragicznej śmierci jego rodziców w trakcie jednego z trzęsień ziemi. Doceniony przez przywódcę wioski jako najlepszy kopacz, lecz odrzucony przez rówieśników, odkrywa pod ziemią specjalny klucz przypominający świder oraz zostaje „zarekrutowany” przez ekscentrycznego kolegę o imieniu Kamina do jego grupy zwanej „Brygadą Gurren”. Kamina marzy o wydostaniu się na powierzchnię, którą odwiedził w dzieciństwie razem z ojcem, lecz musiał wrócić, gdyż był za słaby by tam przetrwać.
Po nieudanej próbie dostania się na powierzchnię, Kamina zostaje uwięziony przez przywódcę wioski, a Simon kontynuuje kopanie i wkrótce odkrywa wśród swoich podziemnych tuneli tajemniczą „dużą twarz”. Próbując uwolnić Kaminę, by pokazać mu swe odkrycie, zostaje nakryty przez przywódcę wioski. Kara Kaminy zostaje jednak przerwana z powodu zawalenia się stropu wioski Jiha. Przez powstałą w stropie dziurę wpada ogromny robot oraz młoda dziewczyna o imieniu Yoko, która stara się walczyć z robotem za pomocą swojego wielkiego karabinu. Simon zabiera Kaminę i Yoko do „dużej twarzy”, którą wcześniej znalazł i zauważa, że klucz-świder może zostać użyty do aktywacji małego robota. Z jego pomocą udaje mu się pokonać intruza i przebić się na powierzchnię.
Na powierzchni Simon i Kamina odkrywają, że istnieje wiele więcej takich dużych robotów zwanych Gunmanami, które są kierowane przez Beastmanów terroryzujących w ciągu dnia mieszkańców powierzchni. Simon i Kamina pomagają Yoko i jej wiosce pokonać trzech następnych Gunmanów, a Kamina zabiera jednego dla siebie nadając mu imię Gurren. Ostatecznie Simon i Kamina decydują się na wyruszenie w podróż w celu zakończenia wojny między Beastmanami i ludźmi a razem z nimi wyrusza Yoko oraz pochodzący z jej wioski mechanik o imieniu Leeron. W drodze do siedziby Armii Likwidacji Ludzi Beastmanów będą musieli stawić czoła wielu przeciwnikom, w tym niebezpiecznemu Viralowi.
W trakcie podróży do Simona i reszty dołączą inni ludzie, wliczając w to dowodzone przez Kittana „Czarne Rodzeństwo” oraz Rossiu, stanowczy młodzieniec pochodzący z podziemnej wioski. Wszyscy razem uformują „Brygadę Dai-Gurren”, która będzie dążyła do ostatecznej bitwy z Armią Likwidacji Ludzi. Kolejne przygody doprowadzą do śmierci Kaminy i pojawienia się Nia – tajemniczej „córki” władcy Beastmanów, Lorda Genome.
Druga część serii rozgrywa się siedem lat po zakończeniu wojny, kiedy ludzkość, kierowana przez Simona i członków Brygady Dai-Gurren, znacznie się rozwinęła. Kiedy populacja ludzka osiąga 1 000 000, pojawia się nowa katastrofa związana z pojawieniem się rasy Anty-Spiralnych, nagłą „transformacją” Nii w ich posłańca oraz zagrożeniem upadku Księżyca na powierzchnię Ziemi.

## Bohaterowie
- Simon (jap. シモン Shimon)

Seiyū: Tetsuya Kakihara, Stary Simon: Takayuki Sugo 
- Kamina (jap. カミナ Kamina)

Seiyū: Katsuyuki Konishi 
- Yoko Littner (jap. ヨーコ・リットナー Yōko Rittonā)

Seiyū: Marina Inoue 
- Nia Teppelin (jap. ニア・テッペリン Nia Tepperin)

Seiyū: Yukari Fukui 

## Terminologia

### Beastmani
Beastmani są nie-spiralnymi istotami, stworzonymi i klonowanymi przez Lorda Genome, by walczyć pilotując Gunmany. Większość zwierząt na planecie to nieudane eksperymenty, ponieważ nie posiadają, w przeciwieństwie do Beastmanów, inteligencji. Beastmani i wiele innych zwierząt na planecie nie mogą się rozmnażać, zwiększając swoją liczbę wyłącznie poprzez klonowanie.

### Gunmany
Gunmany są rodzajem mechów używanych w serii. Nazwa oznacza „twarz”, lecz może być również rozbita na dwie części: „gun” (działo) oraz „man” (człowiek, osoba). Wyglądem przypominają dużą twarz posiadającą kończyny. Gunmany używają różnego rodzaju broni: od prymitywnych maczug po nowoczesne działa laserowe. Gunmany zasilane „spiralną energią” zawartą w ludzkim DNA są potężniejsze od tych pilotowanych przez Beastmanów.

### Motyw spiralności
Motyw spiralności przewija się przez całą serię. Jest nie tylko źródłem siły głównych bohaterów i ludzkości, ale również prezentuje filozofię, styl życia, a nawet fizyczny model wszechświata. Lord Genome zaznacza, że naturalnym porządkiem wszechświata jest spiralność, podając za przykład chociażby ruchy planet i galaktyk. Świder-klucz Simona symbolizuje motyw spiralności przez całą serię anime.

### Spiralna energia
Według założeń serii, spiralna energia jest mocą ewolucji, generowaną przez istoty, takie jak ludzie i inne zwierzęta posiadające DNA, których molekularna struktura podwójnej helisy pozwala na stawanie się coraz silniejszym w kolejnych pokoleniach. Beastmani, którzy nie rozmnażają się w sposób naturalny, nie ewoluują i nie są w stanie produkować spiralną energię. Ilość spiralnej energii możliwej do wyprodukowania przez jednostkę zależy nie tylko od własnych limitów, ale również od chwilowej woli przetrwania i wytrwałości. Spiralna energia ma różne zastosowania – może regenerować i tworzyć nowe części mechów, a nawet tworzyć tunele czasoprzestrzenne w kosmosie.
Spiralna energia podlega również zasadzie zachowania energii, co po części wyjaśnia możliwość stałego tworzenia masy podczas walk, lecz niesie również spore zagrożenie – nadużycie spiralnej energii może doprowadzić do zapadnięcia się wszechświata w masywną czarną dziurę. Takie zdarzenie zostało nazwane Spiralnym Nemesis i jest przyczyną, dla jakiej Anty-Spiralni sprzeciwiają się używania spiralnej energii.

### Anty-Spiralni
Miliardy lat przed wydarzeniami mającymi miejsce w serii, pewna rasa rozwinęła się tak bardzo, że potrafiła bez problemu rozprzestrzeniać się i funkcjonować w całym wszechświecie przy użyciu spiralnej energii. Jednakże odkrywając, że niekończąca się ewolucja może doprowadzić do zagłady wszechświata (Spiralnego Nemesis) – zrezygnowali z używania spiralnej energii i zapieczętowali swe ciała na swojej planecie, uniemożliwiając ewolucję. Nazwali sami siebie Anty-Spiralnymi. Zaczęli również represjonować inne cywilizacje, które używały spiralnej energii bojąc się, że mogą one również przyczynić się do zniszczenia wszechświata. Ponieważ spiralna energia pochodzi w głównej mierze od woli jej użytkownika, Anty-Spiralni stosowali takie taktyki walki, które budziły strach, desperację i rozpacz. Anty-Spiralni oszczędzali tych przeciwników, którzy się poddali, lecz pozostawiali pewne zautomatyzowane „defensywne” systemy, które były aktywowane w chwili, gdy spiralna cywilizacja stawała się zbyt silna.

## Anime
Wyprodukowane przez studio animacji Gainax i reżyserowane przez Hiroyuki Imaishi. Pierwszy odcinek emitowany był po raz pierwszy w japońskiej stacji telewizyjnej TV Tokyo 1 kwietnia 2007, a ostatni 30 września 2007. Anime składa się z dwudziestu siedmiu odcinków oraz dwóch odcinków specjalnych. Pierwszy z nich jest nieocenzurowaną wersją szóstego odcinka serii, a drugi stanowił dodatek do gry komputerowej na konsolę Nintendo DS. Anime otrzymało Excellence Prize na festiwalu Japan Media Arts Festival w 2007, a jego reżyser otrzymał indywidualną nagrodę na dwudziestym festiwalu Animation Kobe. W 2008 anime wygrało w kategoriach „najlepsza telewizyjna produkcja” oraz „najlepszy projekt postaci” na Międzynarodowych Targach Anime w Tokio.

### Incydent na 2channel
Takami Akai, producent serii i współzałożyciel Gainaxu ogłosił, że rezygnuje ze swego stanowiska po piątym odcinku anime (wyemitowanym 29 kwietnia 2007) z powodu komentarzy, jakie pojawiły się na japońskim internetowym forum 2channel. Akai oraz inny pracownik Gainaxu, Keiko Mimori, w ubliżający sposób odpowiadali na komentarze internautów, którzy krytykowali styl animacji czwartego odcinka Gurren Lagann, który był w całości reżyserowany przez Osamu Kobayashi, przyjaciela Akai. Akai skomentował krytykę fanów serii określeniem, że czytanie jej było jak przyłożenie [jego] twarzy do odbytu i wzięcie głębokiego oddechu. Wkrótce ogłosił on opuszczenie firmy, którą pomagał zakładać.

### Muzyka
Piosenka początkowa
„Sky Blue Days” (jap. 空色デイズ Sorairo Deizu) – Shōko Nakagawa
(W odcinku piętnastym piosenka początkowa jest śpiewana tuż przed końcem odcinka. Od siedemnastego odcinka śpiewana była druga zwrotka tej samej piosenki. Ostatni odcinek nie posiadał piosenki początkowej, lecz Sky Blue Days pojawiało się w tle odcinka.)
Piosenki końcowe
1. „Underground” – High Voltage (1–15)
2. „Happily ever after” – Shōko Nakagawa (16) (pojawiała się też w tle odcinka 11 i 15)
3. „Everyone’s Peace” (jap. みんなのピース Minna no Pīsu) – Afromania (17–27)

### Filmy kinowe
Premiera filmu kinowego pod tytułem Movie Version Tengen Toppa Gurren Lagann: Gurren Chapter (jap. 劇場版 天元突破グレンラガン 【紅蓮篇】 Gekijōban Tengen Toppa Guren Ragan [Guren Hen]) została zapowiedziana w Japonii na 6 września 2008. Reżyserem filmu jest Hiroyuki Imaishi, a scenarzystą Kazuki Nakashima. Film jest kompilacją przygód z pierwszej części serii (odcinki od 1 do 15) z pewnymi dodanymi scenami. Dodatkowo Gainax zapowiedziało stworzenie serii teledysków zatytułowanych Gurren Lagann Parallel Works zawierających alternatywne historie oparte na Gurren Lagann z piosenkami pochodzącymi z oryginalnej ścieżki dźwiękowej serii. Zapowiedziana została również produkcja drugiego filmu kinowego.

## Manga
Druk mangowej wersji Tengen Toppa Gurren Lagann, ilustrowanej przez Kotaro Mori, rozpoczął się w japońskim magazynie shōnen Dengeki Comic Gao! wydawnictwa MediaWorks 27 kwietnia 2007. Z powodu zakończenia wydawania tego magazynu 27 lutego 2008, druk mangi został wznowiony 21 kwietnia 2008 w magazynie Dengeki Daioh tego samego wydawnictwa. Pierwszy pełny tom mangi, zawierający pięć pierwszych rozdziałów, został wydany 27 września 2007 przez wydawnictwo MediaWorks. Drugi tom został wydany 27 marca 2007. Fabuła mangi jest w głównej mierze oparta na anime, lecz zawiera również kilka różnic oraz historii pobocznych wyjaśniających pewne luki, które pojawiły się w fabule anime. Między innymi pojawia się historia związku Dayakki i Kiyoh.
W Polsce prawa do dystrybucji mangi nabyło wydawnictwo Waneko.
| Nr | Język japoński    | Język japoński         | Język polski      | Język polski           |
| Nr | Data wydania      | ISBN                   | Data wydania      | ISBN                   |
| -- | ----------------- | ---------------------- | ----------------- | ---------------------- |
| 1  | 27 września 2007  | ISBN 978-4-8402-4057-4 | 25 kwietnia 2024  | ISBN 978-83-8242-673-1 |
| 2  | 27 marca 2008     | ISBN 978-4-8402-4253-0 | 28 maja 2024      | ISBN 978-83-8242-674-8 |
| 3  | 27 listopada 2008 | ISBN 978-4-04-867441-6 | 22 lipca 2024     | ISBN 978-83-8242-675-5 |
| 4  | 27 czerwca 2009   | ISBN 978-4-04-867928-2 | 19 września 2024  | ISBN 978-83-8242-676-2 |
| 5  | 27 marca 2010     | ISBN 978-4-04-868511-5 | 19 listopada 2024 | ISBN 978-83-8242-677-9 |
| 6  | 27 listopada 2010 | ISBN 978-4-04-868995-3 | 22 stycznia 2025  | ISBN 978-83-8242-678-6 |
| 7  | 27 czerwca 2011   | ISBN 978-4-04-870627-8 | 24 marca 2025     | ISBN 978-83-8242-679-3 |
| 8  | 27 stycznia 2012  | ISBN 978-4-04-886284-4 | 22 maja 2025      | ISBN 978-83-8242-680-9 |
| 9  | 27 września 2012  | ISBN 978-4-04-891024-8 | 22 lipca 2025     | ISBN 978-83-8242-681-6 |
| 10 | 27 czerwca 2013   | ISBN 978-4-04-891771-1 | —                 |                        |

## Gry komputerowe
Firma Konami produkowała grę internetową pod tytułem Tengen Toppa Gurren Lagann Chōzetsu Hakkutsu ONLINE (jap. 天元突破グレンラガン 超絶発掘ONLINE; tł. "Tengen Toppa Gurren Lagann: Niedostępne Wykopaliska Online"), której beta testy zakończyły się 16 kwietnia 2007. Gracz wcielał się w rolę kopacza poszukującego skarbów. W grze znajdował się m.in. sklep, gdzie można było zakupić świder – właścicielem sklepu była oryginalna postać pochodząca z anime o imieniu Asaki. Gracz mógł również zbierać cyfrowe karty do gry. Produkcja gry została anulowana na poziomie beta testów z powodu poważnych usterek, które podczas instalacji gry powodowały całkowite zawieszenie systemu Microsoft Windows. Konami było zmuszone nawet do rozesłania zewnętrznych dysków twardych swoim beta testerom, by mogli zrobić kopię zapasową swoich plików przed reinstalacją uszkodzonych systemów operacyjnych.
Premiera gry na konsolę Nintendo DS miała miejsce 25 października 2007. Gracz może w niej wcielić się w bohaterów serii. Do gry dołączano specjalny odcinek anime.

## Wpływ na kulturę
11 grudnia 2007 w konkursie gazety The Daily Telegraph na projekt nowej flagi Wielkiej Brytanii pierwszą nagrodę otrzymała praca wzorowana na anime Tengen Toppa Gurren Lagann.